# Keaton Ellerby
Keaton Ellerby (* 5. November 1988 in Strathmore, Alberta) ist ein ehemaliger kanadischer Eishockeyspieler und derzeitiger -trainer, der im Verlauf seiner Karriere mehr als 200 Partien in der National Hockey League (NHL) absolviert und anschließend mehrere Jahre in unterschiedlichen europäischen Ligen gespielt hat.

## Karriere

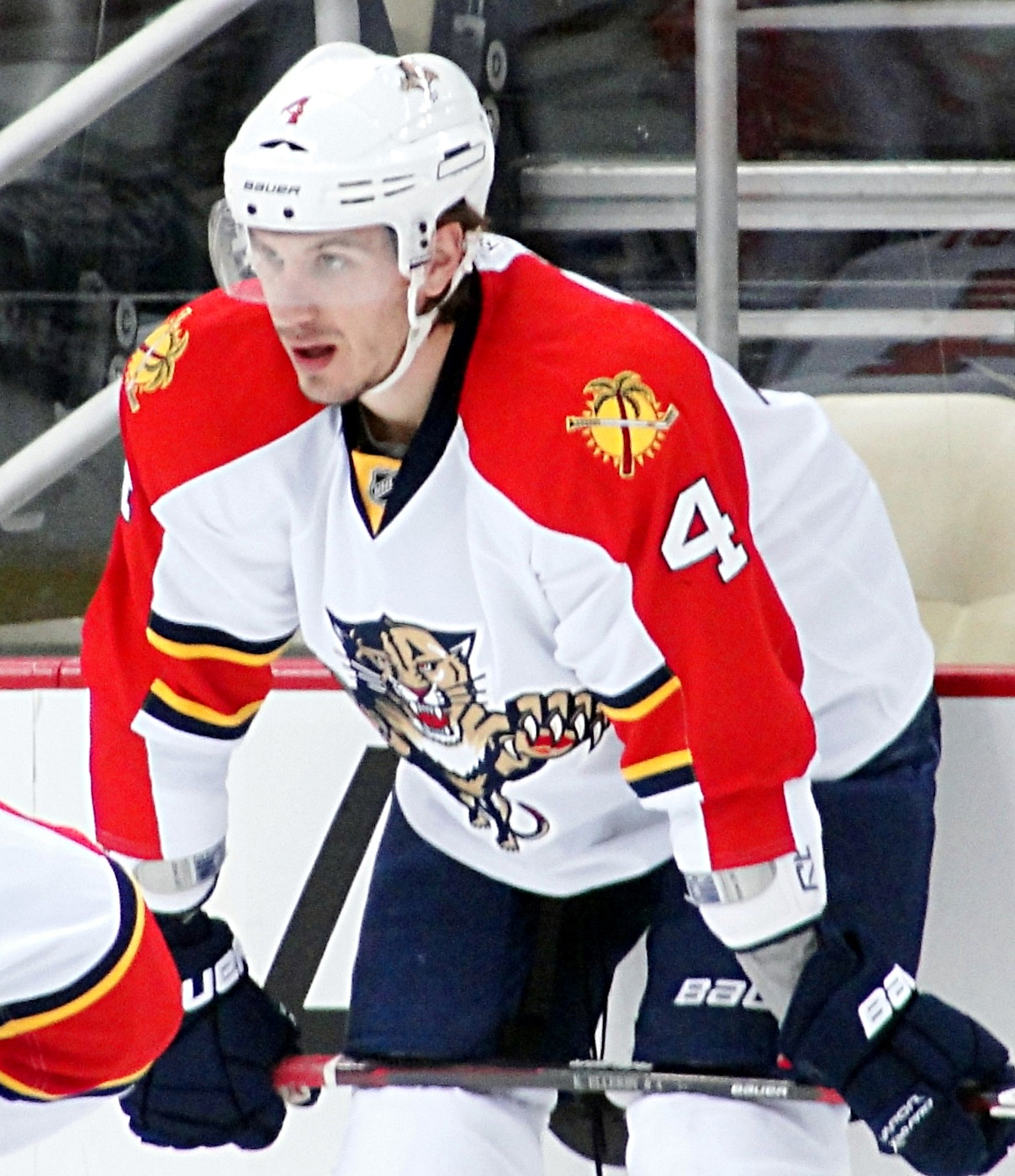
Ellerby im Trikot der Florida Panthers (2012)

Ellerby spielte von 2004 bis 2007 bei den Kamloops Blazers in der Western Hockey League (WHL), ehe er 2007 beim NHL Entry Draft an zehnter Stelle von den Florida Panthers ausgewählt wurde. Während der folgenden Spielzeit wechselte er von Kamloops zum Ligakonkurrenten Moose Jaw Warriors. Zur Saison 2008/09 wurde er in den Kader der Rochester Americans, dem Farmteam der Panthers, berufen, für die er in der American Hockey League (AHL) aufs Eis ging. Während seiner zweiten Saison in Rochester gab er im Januar 2010 sein Debüt für die Florida Panthers in der National Hockey League (NHL), für die er bis zum Saisonende 22 Spiele absolvierte. In der Saison 2010/11 spielte Ellerby in 54 Partien in der NHL und kam nur noch selten in der AHL zum Einsatz. Zur Spielzeit 2011/12 unterschrieb er einen neuen Einjahresvertrag in Florida.
Am 8. Februar 2013 wurde Ellerby im Austausch für ein Fünftrunden-Wahlrecht im NHL Entry Draft 2013 zu den Los Angeles Kings transferiert. Im November 2013 wurde der auf der Waiverliste befindliche Akteur von den Winnipeg Jets selektiert. Nach knapp zwei Saisons in Winnipeg, von denen er die letztere vor allem bei den St. John’s IceCaps in der AHL verbracht hatte, wechselte Ellerby im Juli 2015 in die Kontinentale Hockey-Liga (KHL) zu Barys Astana. Bereits im Dezember wurde sein Vertrag jedoch aus disziplinarischen Gründen aufgelöst, sodass er sich im Januar 2016 Fribourg-Gottéron aus der Schweizer National League A (NLA) anschloss. Dort beendete der Angreifer die Saison 2015/16, bevor er im Oktober 2016 einen Einjahresvertrag bei Rauman Lukko aus der finnischen Liiga unterzeichnete. Ein Jahr später wechselte er in die schwedische Svenska Hockeyligan (SHL) zu Mora IK, wiederum ein Jahr später schloss er sich im September 2018 den Iserlohn Roosters aus der Deutschen Eishockey Liga (DEL) an.
Zwischen November 2019 und März 2020 spielte Ellerby beim Dornbirner EC in der Erste Bank Eishockey Liga (EBEL), anschließend wechselte er zum Ferencvárosi TC aus der Erste Liga, mit denen er ungarischer Meister wurde. Nach einem Jahr in Ungarn schloss er sich im August 2021 den Sheffield Steelers aus der Elite Ice Hockey League (EIHL) an. Nach der Saison 2021/22 beendete er seine Karriere und wurde Assistenztrainer bei den Prince Albert Raiders in der Western Hockey League.

### International
Bei der World U-17 Hockey Challenge 2005 gewann Ellerby mit dem Team Canada Pacific die Silbermedaille. 2006 gehörte er zur kanadischen Auswahl bei der U18-Junioren-Weltmeisterschaft. Ebenso lief er bei der Super Series 2007 auf.

## Erfolge und Auszeichnungen
- 2007 Teilnahme am CHL Top Prospects Game
- 2010 Teilnahme am AHL All-Star Classic
- 2015 Spengler-Cup-Gewinn mit dem Team Canada
- 2021 Ungarischer Meister mit Ferencvárosi TC

### International
- 2005 Silbermedaille bei der World U-17 Hockey Challenge

## Karrierestatistik

### International
Vertrat Kanada bei:
- World U-17 Hockey Challenge 2005
- U18-Junioren-Weltmeisterschaft 2006
- Super Series 2007

(Legende zur Spielerstatistik: Sp oder GP = absolvierte Spiele; T oder G = erzielte Tore; V oder A = erzielte Assists; Pkt oder Pts = erzielte Scorerpunkte; SM oder PIM = erhaltene Strafminuten; +/− = Plus/Minus-Bilanz; PP = erzielte Überzahltore; SH = erzielte Unterzahltore; GW = erzielte Siegtore; 1 Play-downs/Relegation; Kursiv: Statistik nicht vollständig)

## Familie
Sowohl Carey Price als auch Shane Doan sind als Cousins mit Ellerby verwandt.